# Непоседа (мультфильм)
«Непоседа» — советский мультфильм, выпущенный в 1983 году киностудией Беларусьфильм.

## Сюжет
Маленький кротёнок впервые попадает в лес. Всё здесь для него ново и интересно. Стараясь помогать обитателям леса, он всё делает невпопад — осушает лужу, чтобы в ней не утонула лягушка, переносит из гнезда птенцов, чтобы их не залил дождь. Фильм учит детей слушаться старших — они подскажут им, кому и как надо помогать.

## Съёмочная группа
| Режиссёр-постановщик | Кузьма Кресницкий |
| Автор сценария       | Игорь Бурсов |
| Оператор-постановщик | Юрий Мильтнер |
| Художник-постановщик | Алла Булай |
| Мультипликатор       | Юрий Бутырин, В. Бобровский, Валерий Козлов, Ирина Кодюкова, Сергей Кишов, А. Горулёв                                            |
| Композитор           | Владимир Будник |
| Текст песен          | И. Бурсов |
| Звукооператор        | В. Баев |
| Роли озвучивали      | Виктор Тарасов, Борис Владомирский, Вера Кавалерова, Евгений Крыжановский, Сергей Матюкевич, Светлана Некипелова, Виктор Лебедев |
| Редактор             | Олег Белоусов |
| Директор             | Леонарда Зубенко |